# 西奧多 (阿拉巴馬州)
西奧多（英語：Theodore）是一個位於美國阿拉巴馬州莫比爾縣的非建制地區和人口普查指定地區。根據2010年美國人口普查，該地人口為6130人，而該地的面積約為20.71平方千米。

## 地理
西奧多的座標為30°33′02″N 88°10′51″W / 30.55056°N 88.18083°W，而該地最高點為海拔高度19米（即62英尺）。